# Burg Katz
Pour les articles homonymes, voir Katz.
Le Burg Katz (anciennement Burg Neukatzenelnbogen) est un château allemand surplombant la ville de Saint-Goarshausen en Rhénanie-Palatinat.
Le Burg Katz (« château du Chat ») est situé à proximité du Burg Maus (« château de la Souris »), plus petit.
Bénéficiant d'une localisation exceptionnelle sur le Rhin, il fut construit vers 1371 par Guillaume II de Katzenelnbogen. Bombardé en 1806 pendant la guerre de coalition, il fut reconstruit entre 1896 et 1898. Il est actuellement propriété privée et inaccessible aux visites publiques.  

## Divers
Le Burg Katz et ses environs, ont servi de décor pour L'Orgue du diable, le deuxième album de la série de bande dessinée Yoko Tsuno, écrite et dessinée par Roger Leloup, sorti en 1973.

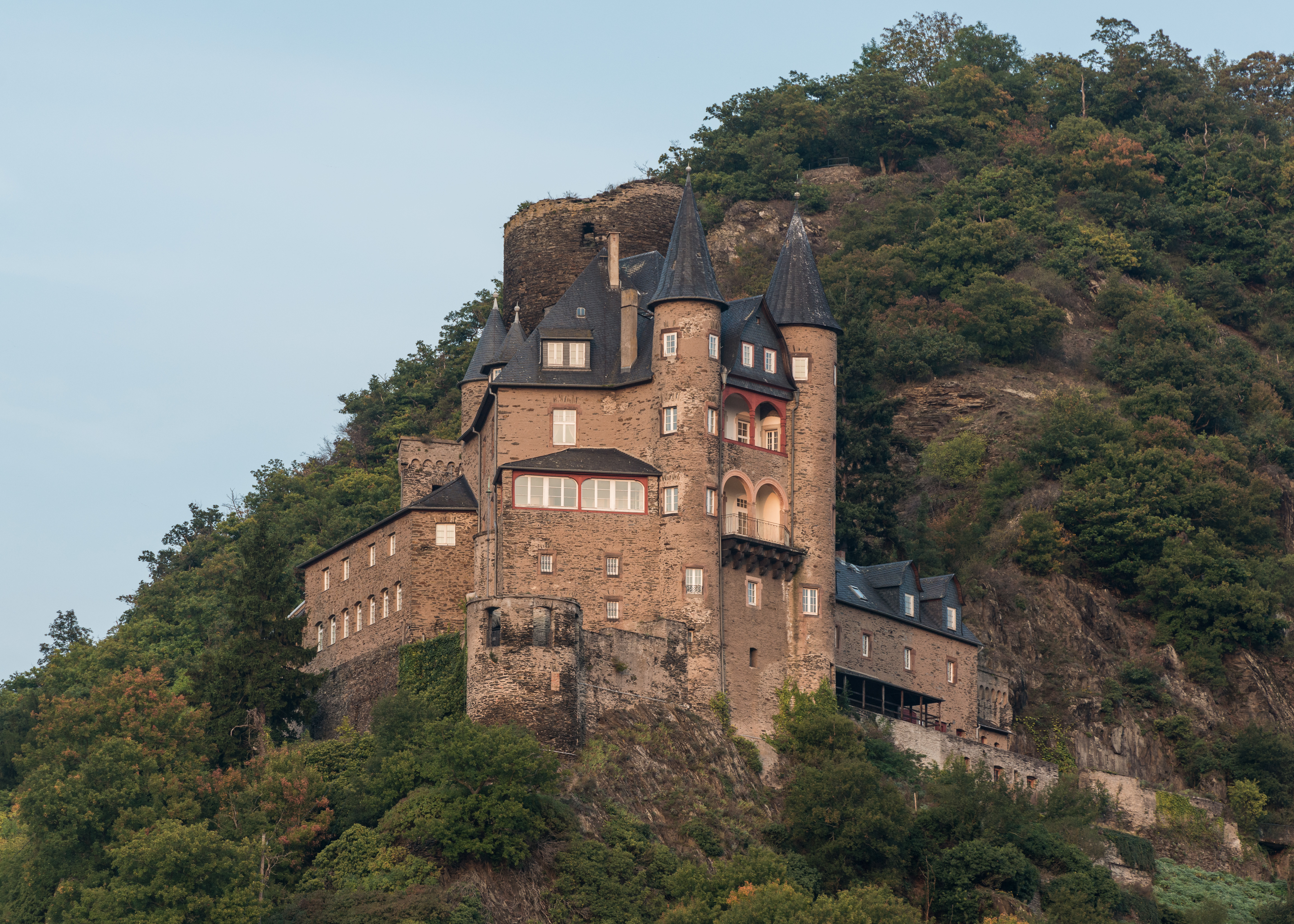
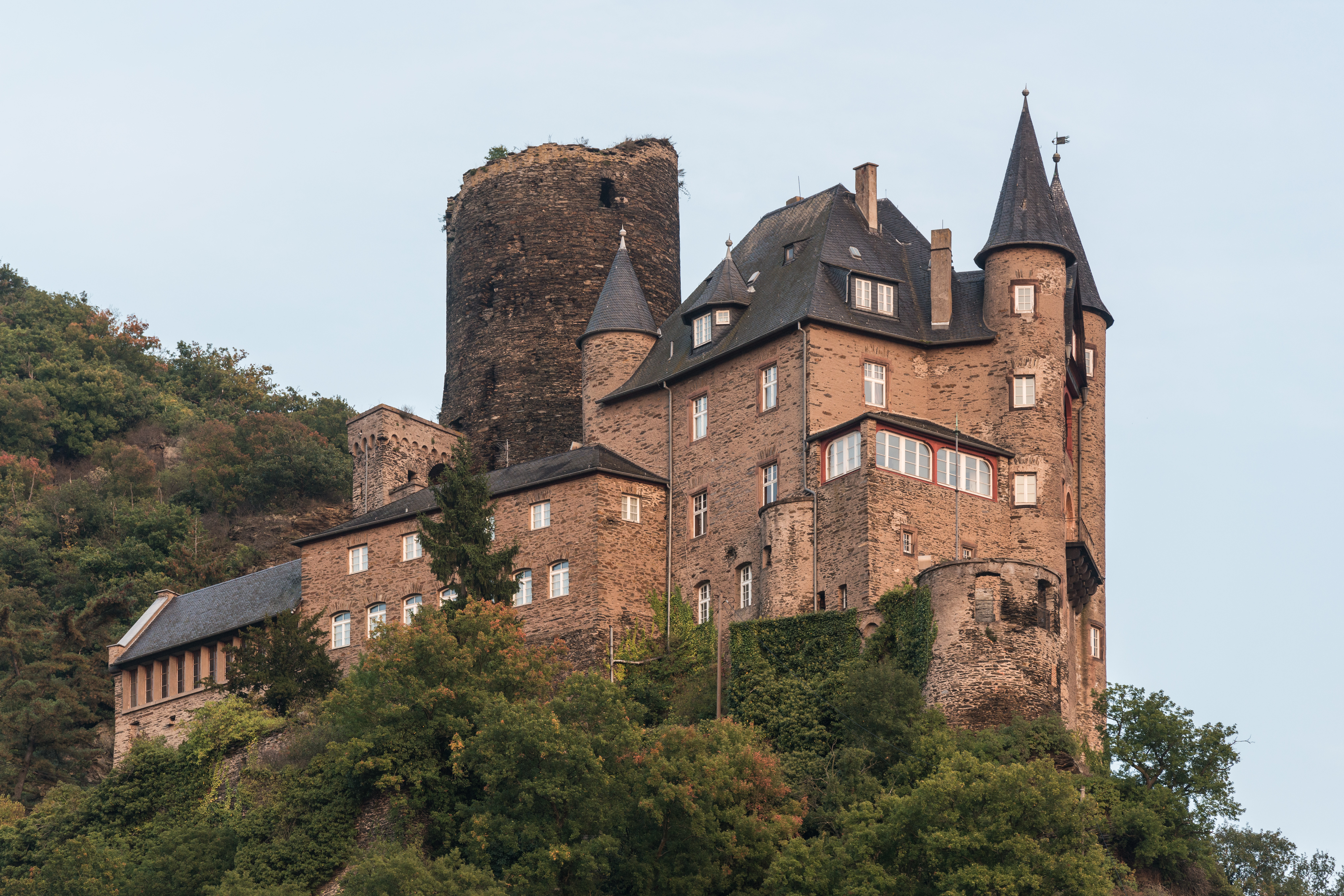
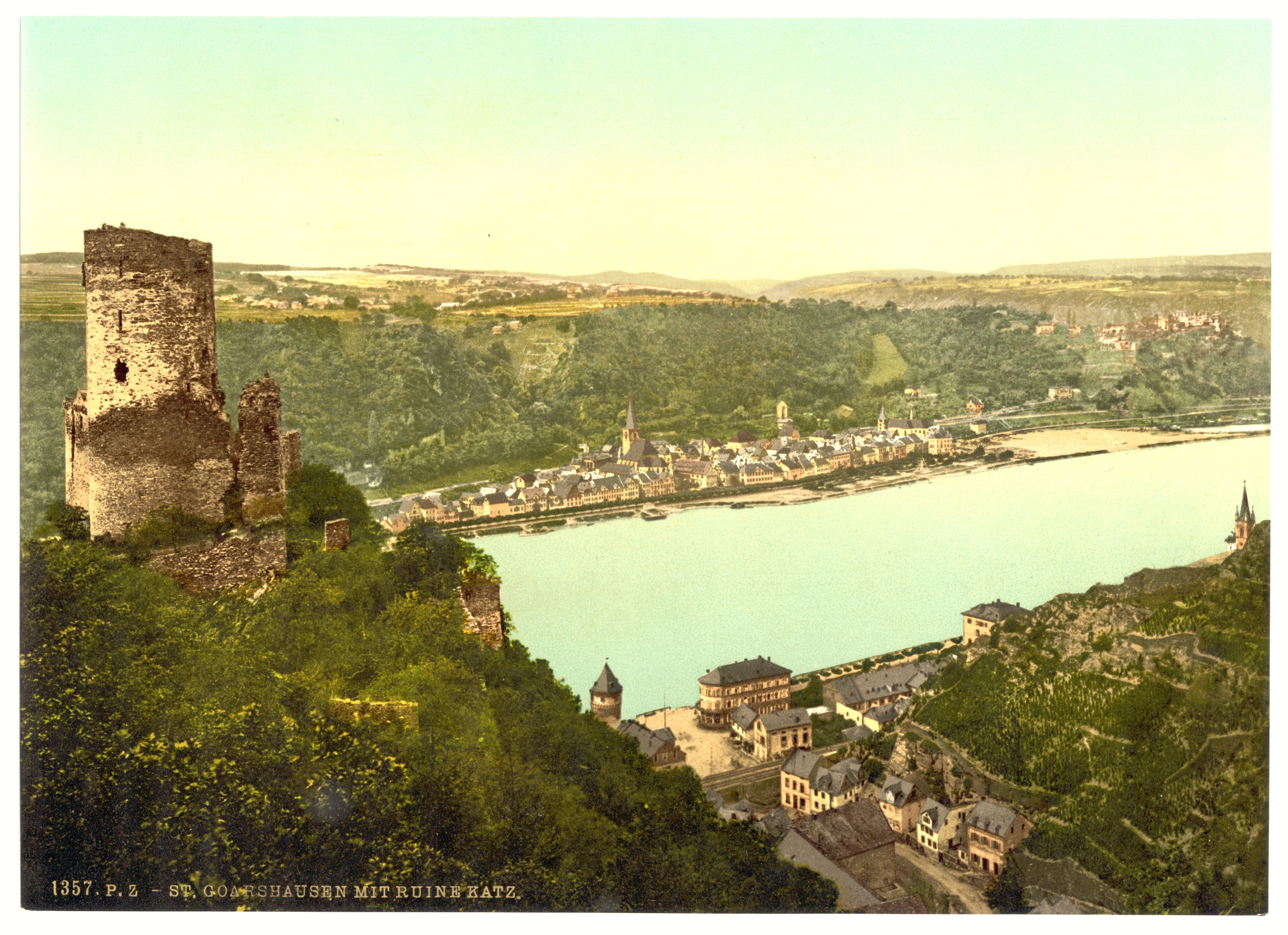
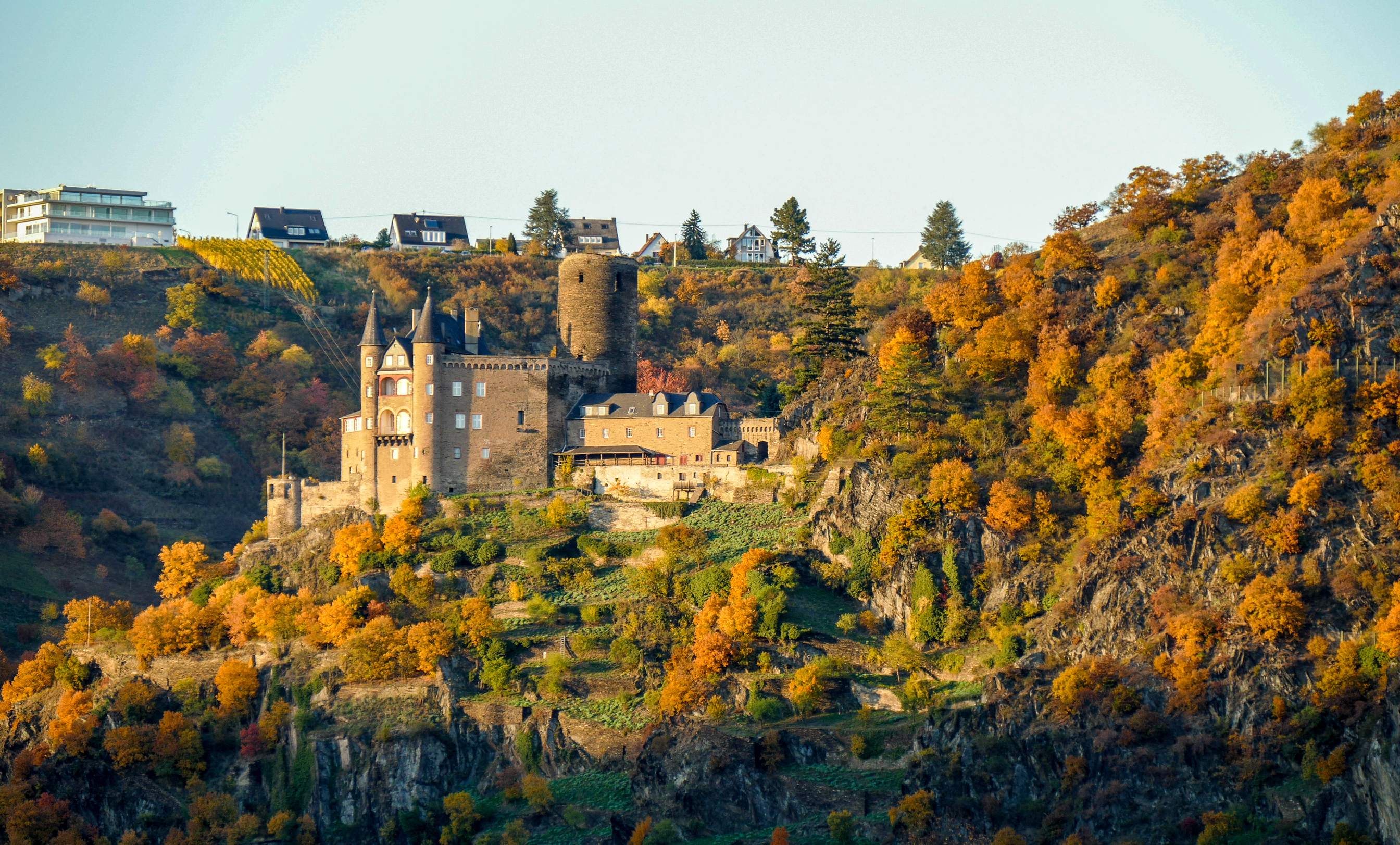